# Турчак Стефан Васильович
Стефа́н (Степан) Васи́льович Турча́к (28 лютого 1938 , Мацьковичі, Перемишльський повіт, Львівське воєводство, Польська Республіка  — 23 жовтня 1988 , Київ ) — український диригент. Народний артист СРСР (1977), заслужений діяч мистецтв, Герой Соціалістичної Праці. Лауреат Національної премії імені Тараса Шевченка.

## Життєпис
Народився 28 лютого 1938 року в селі Мацьковичі, тепер Підкарпатське воєводство, Польща, в родині  хліборобів. Батько брав участь у драмгуртку, сам навчився грати без нот на скрипці та сопілці. Мати співала у церковному хорі та виконувала народні пісні. Малий Стефко вчився грати на старенькій скрипці, подарованій дідусем, підбираючи мелодії на слух.
У 1947 році, під час операції «Вісла», родину примусово вивезли в Радянську Україну. Сім'я Турчаків оселилася у Дублянах Львівської області. Коли хлопчикові було 12 років, померла мама. Батько згодом одружився, а Стефан залишився жити з бабусею та дідусем. Закінчив семирічну школу, мав досвід художньої самодіяльності в аматорських колективах.
В 1955 році закінчив Львівське музично-педагогічне училище ім. Філарета Колесси, в якому навчався у класі скрипки та опановував хорове та оркестрове диригування.
Протягом 1955/56 навчального року після закінчення Львівського музично-педагогічного училища ім. Філарета Колесси працював учителем музики і співів у Сокальському педагогічному училищі. Протягом двох років організовував хор, який прославився на Сокальщині своїм виконанням народної пісні, а дівочий ансамбль у 1957 навіть виступав на київській сцені.
З 1957 року навчався у Львівській консерваторії імені М. Лисенка (клас диригування Миколи Колесси), яку успішно закінчив 1962 року.
В 1960—1962 роках — диригент Львівського державного академічного театру опери та балету імені Івана Франка.
У віці 25 років став головним диригентом Державного симфонічного оркестру України в Києві (1963–1966 та 1973–1977 роки).
У 1967—1973 роках та з 1977 року був головним диригентом Київського державного академічного театру опери та балету України імені Тараса Шевченка. Стефан Турчак поставив на київській оперній сцені майже сорок вистав, серед яких опери «Тарас Бульба» Миколи Лисенка, «Ярослав Мудрий» Георгія Майбороди, «Борис Годунов», «Хованщина» Модеста Мусоргського, «Абесалом і Етері» Захарія Паліашвілі, «Орфей і Еврідіка» Крістофа Віллібальда Глюка, «Отелло», «Аїда» та «Реквієм» Джузеппе Верді.
З 1966 року — керівник симфонічного оркестру та завідувач кафедри оперно-симфонічного диригування Київської консерваторії (з 1973 року  — доцент).

Могила Стефана Турчака

Мешкав у Києві. Помер 23 жовтня 1988 року. Похований на Байковому кладовищі (ділянка № 7). Автор надгробного пам'ятника — скульптор В. Зноба.

## Репертуар
В обширному репертуарі Стефана Турчака твори класичної та сучасної музики, особливу увагу приділяв як симфонічній, так і оперній творчості українських композиторів — Л. Ревуцького, Б. Лятошинського, Г. Майбороди, А. Штогаренка.
Маестро активно виступав з виставами та симфонічними концертами у багатьох країнах світу — Англії, Німеччині, Югославії, Японії, поставив «Бориса Годунова» та «Хованщину» в Ніцці (Франція), «Макбет» в Мадридській королівській опері (Іспанія), «Івана Сусаніна» та «Кармен» в Загребській опері (Хорватія).
Перший постановник опер:
- «Загибель ескадри» (1967), «Мамаї» (1970) В. Губаренка;
- «Ярослав Мудрий» Г. Майбороди (1975);
- «Прапороносці» О. Білаша (1985).

балетів:
- «Камінний господар» В. Губаренка (1969);
- «Ольга» (1982) і «Прометей» (1986) Є. Станковича.

## Відзнаки і нагороди

Меморіальна дошка на будинку в Києві на вулиці Терещенківській

Державна премія Грузинської РСР ім. З. П. Паліашвілі (1973). Народний артист СРСР (1977), заслужений діяч мистецтв, Герой Соціалістичної Праці.
Нагороджений орденом Трудового Червоного Прапора.
У 1980 за виконавську майстерність присуджено Шевченківську премію.

## Родина
Дружина — перша дружина Алла Сергіївна Турчак (1961—1977), друга дружина Гізела Ципола, (1977—1988), оперна співачка (сопрано), солістка Національної опери України.
Діти: Оксана Степанівна Еременко (Турчак), 1963 р.н., викладач Київської муніціпальної Академії музики ім. Глиєра.

## Вшанування
У 1994 році був заснований Національний конкурс диригентів імені Степана Турчака, який відбувається кожні 4 роки. З 2006 року конкурс став міжнародним.
У Києві та Дублянах діють дитячі школи мистецтв, яким присвоєно ім'я Степана Турчака.